# Alkyntrimerisatie
Een alkyntrimerisatie is een chemische cyclisatiereactie, waarbij 3 alkynmoleculen reageren met elkaar om zo een benzeenverbinding te vormen. Het is echter een pseudo-pericyclische reactie, omdat de reactie nog nooit is waargenomen zonder het optreden van een metaal als katalysator.
Een eenvoudig voorbeeld van alkyntrimerisatie is de vorming van 1,2,4- (97%) and 1,3,5-trifenylbenzeen (3%) uit drie moleculen fenylacetyleen. Hierbij treedt kobalt(II)bromide (CoBr2), zink (Zn), zinkchloride (ZnCl2) of acetonitril (CH3CN) op als katalysator: